# Portret kobiety – Cyganka
Portret kobiety – Cyganka – obraz olejny autorstwa polskiej malarki Olgi Boznańskiej z 1888, przechowywany w zbiorach Muzeum Narodowego w Krakowie. Sygnowany i datowany w prawym górnym rogu: Olga Boznańska Kraków 88. Obraz nosi nr inwentarzowy MNK II-b-1075.

## Historia obrazu
Portret został namalowany w 1888 w Krakowie i jest jednym z rzadkich przykładów prób malowania przez Boznańską, choćby w niewielkim tylko stopniu obnażonego modela. W 1889 obraz był prezentowany na wystawie Towarzystwa Przyjaciół Sztuk Pięknych w Krakowie. Dzieło było własnością Elzy Krausowej, córki wiceprezydenta Krakowa Józefa Sarego. 

## Opis obrazu
Portret kobiety – Cyganka zwraca uwagę wysmakowaną kolorystyką. Wyczucie koloru i umiejętność oddania światła w malarstwie Boznańskiej, zaczęły być zauważalne podczas jej nauki w Monachium. Obraz przedstawia ujętą lewym profilem młodą kobietę, identyfikowaną jako Cygankę z przewiązanymi chustką włosami, przysłoniętą czerwonym materiałem osuwającym się z jej nagich ramion. Kobieta namalowana jest na jasnym,neutralnym tle, które podkreśla barwy całości kompozycji.